# Inishcoo
Inishcoo (iriska: Inis Cú) är en ö i republiken Irland.   Den ligger i grevskapet County Donegal och provinsen Ulster, i den norra delen av landet, 230 km nordväst om huvudstaden Dublin.